# Resolutie 1916 Veiligheidsraad Verenigde Naties
Resolutie 1916 van de Veiligheidsraad van de Verenigde Naties werd op 19 maart 2010 met unanimiteit aangenomen door de VN-Veiligheidsraad. De resolutie verlengde de waarnemingsgroep die schendingen van de wapenembargo's tegen Somalië en Eritrea onderzocht met één jaar.

## Achtergrond
Sinds Eritrea in 1993 onafhankelijk werd, vocht het land met elk van zijn drie buurlanden een grensoorlog uit. In 2008 was dat het geval met Djibouti, het betrof de eilanden Ras Doumeira en Doumeira. In april van dat jaar beschuldigde Djibouti Eritrea van invallen, en tussen 10 en 13 juni braken gevechten uit waarbij 9 Djiboutiaanse soldaten sneuvelden.

## Inhoud

### Waarnemingen
Het Djibouti-Akkoord moest de basis vormen voor een oplossing van het conflict in Somalië. De Veiligheidsraad uitte bezorgdheid over intimidatie en inmenging met het werk van de waarnemingsgroep die schendingen van het wapenembargo tegen Somalië onderzocht. Intussen bleven de wapens Eritrea en Somalië ook binnenstromen. De landen in de regio werden opgeroepen het embargo te respecteren. Ook moest het toezicht hierop worden verbeterd.

### Handelingen
Het belang van humanitaire hulp werd beklemtoond en de politisering en misbruik ervan door gewapende groepen in Somalië werd veroordeeld. Gedurende 12 maanden werd de verplichting van de lidstaten om financiële middelen te bevriezen opgeheven voor zoverre die middelen nodig waren voor de hulpverlening in Somalië.
De waarnemingsgroep werd verlengd met 12 maanden, uitgebreid met 3 experts en ook het mandaat werd uitgebreid. Alle landen, waaronder Eritrea, werden gevraagd met de groep samen te werken.

## Verwante resoluties
- Resolutie 1862 Veiligheidsraad Verenigde Naties (2009)
- Resolutie 1907 Veiligheidsraad Verenigde Naties (2009)
- Resolutie 2002 Veiligheidsraad Verenigde Naties (2011)
- Resolutie 2023 Veiligheidsraad Verenigde Naties (2011)

Lijst ·  1908 ·  1909 ·  1910 ·  1911 ·  1912 ·  1913 ·  1914 ·  1915 ·  1916 ·  1917 ·  1918 ·  1919 ·  1920 ·  1921 ·  1922 ·  1923 ·  1924 ·  1925 ·  1926 ·  1927 ·  1928 ·  1929 ·  1930 ·  1931 ·  1932 ·  1933 ·  1934 ·  1935 ·  1936 ·  1937 ·  1938 ·  1939 ·  1940 ·  1941 ·  1942 ·  1943 ·  1944 ·  1945 ·  1946 ·  1947 ·  1948 ·  1949 ·  1950 ·  1951 ·  1952 ·  1953 ·  1954 ·  1955 ·  1956 ·  1957 ·  1958 ·  1959 ·  1960 ·  1961 ·  1962 ·  1963 ·  1964 ·  1965 ·  1966